# United States Fish and Wildlife Service
Pour les articles homonymes, voir FWS.
L'United States Fish and Wildlife Service (FWS ou USFWS) (en français: Service de la  Pêche et de la Faune des États-Unis) est un organisme fédéral des États-Unis dépendant du département de l'Intérieur des États-Unis qui s'occupe de la gestion et la préservation de la faune. La FWS regroupe les :
- National Wildlife Refuge System ;
- Bird Habitat Conservation ;
- Gestion des zones humides par l'intermédiaire des fonds provenant de la Migratory Bird Hunting Stamp Act ;
- National Fish Hatchery System ;
- Endangered Species program pour appliquer l'Endangered Species Act de 1973.

La FWS assure aussi l'administration des îles mineures éloignées des États-Unis. La FWS est le plus ancien organisme de préservation de la nature aux États-Unis. Son champs d'action couvre 38 millions d'hectares de terre et 340 millions d'hectares de zones aquatiques.

## Histoire
L'organisme d'origine a été fondé le 9 février 1871 sous le nom de « United States Fish Commission ». Il était divisé en trois unités : la « Division of Inquiry respecting Food-Fishes and Fishing Grounds » (concernant les poissons en tant qu'aliments, et les zones  de pêche), la « Division of Fisheries » (concernant les pêcheries), et la « Division of Fish-Culture » (concernant la pisciculture). En 1903 il fut réorganisé sous le nom de « United States Bureau of Fisheries », qui perdura jusqu'au 30 juin 1940 – date à laquelle ce dernier fut remplacé par la « United States Fish and Wildlife Service ».
Il a dépendu à sa création du département du Commerce des États-Unis puis a été transféré au département de l'Agriculture des États-Unis et enfin dépend de l'intérieur depuis 1939. 
En 2021, le FWS gère plus de 565 National Wildlife Refuges (comme le refuge faunique national de la forêt d'Oahu à Hawaï) et 70 écloseries nationales (National Fish Hatcheries).

## L'application de la loi: les Fish & Game Wardens & l'United States Fish and Wildlife Service Office of Law Enforcement
- Les Fish & Game Wardens portent un uniforme et agissent comme garde-chasses et garde-pêches.
- Les agents spéciaux et inspecteurs de l'United States Fish and Wildlife Service Office of Law Enforcement agissent en tenue civile. Ils sont épaulés par les scientifiques et techniciens du Clark R. Bavin National Fish and Wildlife Forensic Laboratory (installé depuis sa création en 1988 à Ashland dans l'Oregon).
- Pouvant avoir à affronter l'attaque d'animaux réputés dangereux (chiens sauvages, grizzlis, etc.) ou des braconniers, les personnels assermentés de ces deux services sont donc armés. Ainsi dans les années 1990, les Fish & Game Wardens portaient un pistolet Ruger P85 remplacé depuis par un Glock 22.

## Ancienne flotte maritime de l'USFWS
En 1970, les navires du FWS sont intégrés à la flotte de la NOAA :
- MV Brown Bear, de 1934 à 1970
- R/V Oregon (FWS 1600), de 1949 à 1970
- R/V John N. Cobb (FWS 1601), de 1956 à 1970  (National Historic Landmark)
- RV George B. Kelez, de 1962 à 1970
- BCF Townsend Cromwell, de 1963 à 1975
- BCF Albatross IV, de 1963 à 1970
- BCF Miller Freeman, de 1967 à 1970
- BCF Oregon Ii, de 1967 à 1970
- BCF David Starr Jordan, de 1966 à 1970
- BCF Delaware II, de 1968 à 1970

## Activités
Après une enquête de cinq ans ayant nécessité la création d'une entreprise et l'infiltration de plusieurs agents secrets, l'US Fish and Wildlife Service a pu arrêter puis juger et condamner le contrebandier malaisien Anson Wong à 71 mois de prison et 60 000 dollars d'amende, le 7 juin 2001. Il s'agit d'une peine record.

## Liste des directeurs de la FWS
- 1940-1946 : Ira Noel Gabrielson
- 1946-1953 : Albert Merrill Day
- 1953-1957 : John L. Farley
- 1957-1964 : Daniel Hugo Janzen
- 1964-1970 : John S. Gottschalk
- 1970-1973 : Spencer H. Smith
- 1974-1981 : Lynn Adams Greenwalt
- 1981-1985 : Robert A. Jantzen
- 1986-1989 : Frank Harper Dunkle
- 1989-1993 : John F. Turner
- 1993-1996 : Mollie Beattie
- 1996-1997 : John G. Rogers Jr. (intérim)
- 1997-2001 : Jamie Rappaport Clark
- 2001-2002 : Marshall Jones (intérim)
- 2002-2005 : Steven A. Williams
- 2005 : Matt Hogan (intérim)
- 2005-2009 : H. Dale Hall
- 2009 : Rowan W. Gould (intérim)
- 2009-2010 : Sam Hamilton
- 2010-2011 : Rowan W. Gould (intérim)
- 2011-2017 : Dan Ashe
- 2017 : Jim Kurth (intérim)
- 2017-2018 : Greg Sheehan (intérim)
- 2018-2020 : Margaret Everson (intérim)
- 2020-2021 : Aurelia Skipwith
- depuis 2021 : Vacant